# Morava Jagodina
Morava Jagodina (code BELEX : MRVJ) est une entreprise serbe qui a son siège social à Jagodina. Elle travaille dans le secteur du commerce.

## Histoire
Morava Jagodina a été admise au libre marché de la Bourse de Belgrade le 3 octobre 2006.

## Données boursières
Le 7 octobre 2013, l'action de Morava Jagodina valait 2 000 RSD (17,50 EUR). Elle a connu son cours le plus élevé, soit 2 000 RSD (17,50 EUR), le 1er avril 2013 et son cours le plus bas, soit 260 RSD (2,27 EUR), le 1er décembre 2006.
Le capital de Morava Jagodina est détenu à hauteur de 65,46 % par des personnes physiques et 34,53 % par des entités juridiques, c'est-à-dire par la société Jela Jagodina d.o.o..